# Drosanthemum breve
Drosanthemum breve är en isörtsväxtart som beskrevs av L. Bol. Drosanthemum breve ingår i släktet Drosanthemum och familjen isörtsväxter. Inga underarter finns listade i Catalogue of Life.